# Livio Beshir
Livio Beshir (Anagni, 26 febbraio 1978) è un attore, conduttore televisivo e autore televisivo italiano.

## Biografia
Nato da padre americano di origine egiziana e da madre italiana, dopo gli studi alla Sorbona di Parigi si laurea con lode in scienze della comunicazione. Studia recitazione a New York con Susan Batson, in Italia con Mario Pizzuti, Cathy Marchand del Living Theatre, Paolo De Falco e all'Accademia degli Artefatti di Roma. I primi spettacoli teatrali che lo vedono protagonista sono Casa di bambola di Henrik Ibsen, La cantatrice calva di Eugène Ionesco, Sogno di una notte di mezza estate di William Shakespeare. Debutta al cinema diretto da Citto Maselli nel cortometraggio Intolerance, presentato alla Mostra internazionale d'arte cinematografica nel 1996. Nel 2000 il regista Wayne Isham lo vuole nel videoclip del singolo Thank You for Loving Me dei Bon Jovi. Recita nelle fiction I.A.S. - Investigatore allo sbaraglio  di Giorgio Molteni (1999, Canale 5), Sottocasa (2006, Rai 1) e Non smettere di sognare (2009, Canale 5).
Dal 2006 al 2009 scrive e conduce il programma di viaggi Detto tra noi su TV2000. Nell'aprile 2009 debutta al Teatro Mercadante di Napoli con Shoot/Get Treasure/Repeat di Mark Ravenhill, spettacolo vincitore del premio della critica 2010. Il 5 luglio del 2009 viene scelto tra quasi 200 ragazzi per diventare il primo annunciatore uomo della Rai, e annunciatore dei programmi di Rai 2. Dal 31 agosto 2009 al 25 aprile 2010 conduce con Natasha Cicognani l'Almanacco, programma di Rai 2 di cui è anche autore. Nella stagione 2010 entra nel cast di Un posto al sole su Rai 3 dove interpreta Manuel Costa.
Dal 2010 diventa il volto ufficiale di Rai Movie presentando il magazine, gli speciali e i red carpet in occasione della Mostra Internazionale d'Arte Cinematografica di Venezia del Festival Internazionale del Film di Roma e del Festival di Cannes e dal 2018 del David di Donatello intervistando più volte,  e in esclusiva, personaggi come Meryl Streep, Robert Redford, Johnny Depp, Madonna, Richard Gere, Lady Gaga, George Clooney, David Lynch, Quentin Tarantino, Takeshi Kitano, Jim Carrey, Al Pacino, Tom Hanks e i più grandi cineasti contemporanei.
Nel 2011 conduce su Rai 2 Social King, quiz televisivo dedicato al mondo dei social network. A luglio 2011 scrive e conduce per Rai 5, dal Teatro della Pergola di Firenze, il Premio Galileo 2000. A settembre dello stesso anno diventa la voce ufficiale del programma di Rai 5  TED Talks.
Nel 2012 esce nei cinema ACAB - All Cops Are Bastards per la regia di Stefano Sollima, in cui recita il ruolo di Mustafà..
Dal 2012 conduce su Rai Movie Taormina Daily magazine quotidiano in occasione del Taormina film fest, e a ottobre dello stesso anno debutta su Rai Premium insieme a Monica Leofreddi per il Roma Fiction Fest Magazine; insieme condurranno anche l'edizione del 2013. Dal 2014 a condurre il programma - passato su Rai4 - è soltanto Livio Beshir.
Nel 2013 ha condotto con Miriam Leone la seconda stagione di Movie Drugstore, magazine settimanale di approfondimento cinematografico in onda su Rai Movie divenuto nel 2014 CineMag e dal 2015 Movie Mag
Nel 2014 prende parte al film di Natale di Volfango De Biasi, Un Natale stupefacente e conduce la prima edizione del programma di Rai 2 Cronache Animali.
Il 23 agosto 2014 conduce in diretta su Rai 5 il concerto finale della Notte della Taranta. L’evento, seguito sul posto da 150.000 persone, ha registrato uno share medio del 3.65%, record di ascolti per il canale diretto da Pasquale D’Alessandro.
Nel 2015 continua l'esperienza della Notte della Taranta e di Movie Mag, tuttora in corso.
Nel 2016 è nel cast dei film La coppia dei campioni di Giulio Base e Al posto tuo' di Max Croci ed approda su Rai 1 alla conduzione del programma di viaggi In viaggio con la zia insieme a Syusy Blady.
Nel 2018 è uno dei protagonisti della fiction Il capitano Maria Rai 1 per la regia di Andrea Porporati in cui interpreta il controverso Hassan. Lo stesso anno torna a recitare con Marco Giallini in Rocco Schiavone
A dicembre del 2018 viene insignito del Premio Vincenzo Crocitti International per la sua attività artistica.
Nel 2019 è il protagonista dello spettacolo teatrale "La strategia del colibrì" di Roberta Calandra per la regia di Massimiliano Vado viene scelto dalla RAI per condurre, in lingua inglese,  la cerimonia di premiazione del Prix Italia e festeggia i dieci anni consecutivi alla conduzione del red carpet per la mostra del cinema di Venezia e al Festival del cinema di Roma.
L'anno successivo, insieme a Marisa Laurito, è in tournée teatrale con lo spettacolo Persone naturali e strafottenti di Giuseppe Patroni Griffi per la regia di Giancarlo Nicoletti;  partecipa al film di Natale In vacanza su Marte con la regia di Neri Parenti; conduce su RaiPlay il programma di intrattenimento settimanale, #PlayMag dedicato al mondo dei millenials e, insieme ad Arianna Ciampoli,  la quinta edizione del format televisivo Women for Women against violence su Rai2. Sempre nel 2020 torna alla conduzione della cerimonia di premiazione per la 72 edizione del Prix Italia.
Nel 2021 conduce la seconda edizione di #Playmag, viene confermato alla conduzione della cerimonia di premiazione del Prixitalia, spostatasi a Milano e torna su Rai 2 per condurre il contenitore estivo Buongiorno estate dedicato alla "ripartenza" dell'Italia a seguito della pandemia causata dal COVID-19.
A luglio dello stesso anno viene confermata la sua partecipazione al film di Ridley Scott, House of Gucci con Al Pacino, Lady Gaga  e Adam Driver girato nel mese di marzo tra Roma e Milano.
A settembre del 2021 conduce la terza edizione di #PlayMag.
A febbraio 2022 riprende la tournée teatrale di Persone naturali e strafottenti di Giuseppe Patroni Griffi  interrotta due anni prima a causa delle restrizioni dovute alla pandemia causata dal COVID.
A maggio torna su Rai2 per condurre Star bene, programma di intrattenimento e divulgazione sui corretti stili di vita e a giugno presenta i Pulcinella Awards in occasione di Cartoons on the bay 2022.
A settembre del 2022 viene scelto come  votante internazionale in occasione dell'ottantesima edizione dei Golden Globe che si svolgerà ad Hollywood il 10 Gennaio 2023
Ripeterà l'esperienza anche per l'edizione 2024 e 2025
Il 20 gennaio 2023 esce su SKY Call my Agent - Italia, versione italiana della popolare serie tv francese in cui interpreta se stesso..
Da settembre 2023 sostituisce Beppe Convertini alla conduzione di Linea Verde.

## Filmografia

### Cinema
- Pietas, episodio di Intolerance, regia di Citto Maselli (1996)[17]
- La vita, per un'altra volta, regia di Domenico Astuti (1999)
- Il selezionatore, regia di Adriano Vianello (2008)
- ACAB - All Cops Are Bastards, regia di Stefano Sollima (2012)
- Tre giorni dopo, regia di Daniele Grassetti (2013)
- Un Natale stupefacente, regia di Volfango De Biasi (2014)
- La coppia dei campioni, regia di Giulio Base (2016)
- Al posto tuo, regia di Max Croci (2016)
- House of Gucci, regia di Ridley Scott (2021)

### Televisione
- Sottocasa – soap opera (2006)
- Non smettere di sognare, regia di Roberto Burchielli – film TV (2009)
- Un posto al sole – soap opera (2010)
- Squadra mobile - Operazione Roma Capitale, regia di Alexis Sweet – serie TV (2016)
- Il capitano Maria, regia di Andrea Porporati – miniserie TV (2018)
- Rocco Schiavone – serie TV, episodio 2x04  (2018)
- In vacanza su Marte, regia di Neri Parenti – film TV (2020)
- Call My Agent Italia, regia di Luca Ribuoli - serie TV, episodio 1x02 (2023)

## Teatrografia
- Casa di bambola, regia di Mario Pizzuti  (2002)
- La cantatrice calva, regia di Mario Pizzuti (2003)
- Sogno di una notte di mezza estate, regia di Mario Pizzuti (2004)
- Una sporca messinscena, regia di Pieraldo Girotto (2010)
- Shoot, get treasure, repart, regia di Fabrizio Arcuri (2009/2011)
- La Strategia del Colibrì, regia di Massimiliano Vado (2019)
- Persone Naturali e strafottenti, regia Giancarlo Nicoletti (2020/2025)

## Programmi TV
- Detto tra noi – TV2000 (2006-2009)
- Almanacco – Rai 2 (2010)
- Mostra d'arte cinematografica di Venezia – Rai Movie (2010-2020)
- Festival Internazionale del Film di Roma – Rai Movie (2010-2020)
- Venezia Daily – Rai Movie (2010-2020)
- Roma Daily – Rai Movie (2010-2020)
- La nave di capodanno – Rai 1 (2011)
- Premio Galileo 2000 – Rai 5 (2011)
- Social King – Rai 2 (2011)
- TED Talks – Rai 5 (2011-2012)
- Movie Drugstore – Rai Movie (2012-2013)
- Taormina Daily - Taormina Film Fest – Rai Movie (2012-2015)
- Roma Fiction Fest Magazine – Rai 4 (2012-2015)
- Unomattina Estate Rai 1 (2013)
- #ImmaginaRio: Giovani in festa con Papa Francesco – Rai 1 (2013)
- Cronache Animali – Rai 2 (2014)
- La Notte della Taranta – Rai 5 (2014-2015)
- Serata per la libertà – Rai 2 (2015)
- In viaggio con la zia – Rai 1 (2016)
- Movie Mag – Rai Movie (2013- 2018)
- David di Donatello – red carpet – Rai Movie (2018- 2019)
- Prix Italia – Rai 1 (2019- 2021)
- Women for Women against violence – Rai 2 (2020)
- PlayMag – RaiPlay (2020-2022)
- Buongiorno Estate – Rai 2 (2021)
- Star bene – Rai 2 (2022)
- Linea verde – Rai 1 (dal 2023)
- 2 al volante - Rai 2 (2024)